# Franciscus Sonnius
Franciscus Sonnius (Son, 1507 - Antwerpen 1576, eigenlijk Franciscus van de Velde) was een katholiek theoloog uit de tijd van de Katholieke Reformatie, een adviseur van de paus, en de eerste bisschop van de bisdommen 's-Hertogenbosch en later Antwerpen. Hij was tevens inquisiteur-generaal van de inquisitie in de Nederlanden

## Achtergrond
In de tijd dat Sonnius actief was, vonden er ingrijpende gebeurtenissen plaats binnen en buiten de Katholieke Kerk. De misstanden in de Kerk vormden een voedingsbodem voor de Reformatie. Deze werd aanvankelijk sterk onderdrukt door de Inquisitie, doch ondanks deze repressie won de reformatie aan kracht. De Katholieke Kerk reageerde uiteindelijk ook door zich intern te hervormen, een proces dat Katholieke Reformatie of Contrareformatie wordt genoemd. Binnen dit proces speelde Sonnius een belangrijke rol, met name waar het de Nederlanden betrof. Zo nam hij deel aan het Concilie van Trente (1545 - 1563), dat een hervorming van het bestuur van de Kerk in gang zette en de katholieke leer verduidelijkte.
Een van de problemen werd gevormd door het bestaan van zeer grote bisdommen, die historisch gegroeid waren en die nauwelijks tot in alle uithoeken te besturen waren. Vooral het prinsbisdom Luik besloeg een enorm gebied. Daarom bepleitte Sonnius een nieuwe indeling in kleinere, overzichtelijke bisdommen. Nadat deze herindeling tot stand was gekomen, werd hij bisschop van het door hem ingestelde bisdom 's-Hertogenbosch. De politieke situatie begon echter steeds onduidelijker te worden. Er was sprake van ongeregeldheden, die uiteindelijk uitmondden in de Tachtigjarige Oorlog (1568 - 1648).

## Familie en studies
Franciscus Sonnius werd als Frans van de Velde geboren te Son in Brabant. De naam Sonnius, die hij later voerde, heeft betrekking op zijn geboorteplaats. Hij stamde uit een rijke familie die verschillende geestelijken heeft voortgebracht. Het familiewapen bevat drie gouden molenijzers op een lazuren (blauw) achtergrond. Net als de naam Sonnius voegde hij een zon aan het wapen toe, zoals te zien op de eerste bisschopsstoel in de kathedraal van Antwerpen.
Hij studeerde zijn middelbare studies in 's-Hertogenbosch, Utrecht en Leuven. In 1527 startte hij met geneeskundestudies, maar voltooide theologie met een licentiaatstitel in 1536. In 1539 ten slotte werd hij doctor in de theologie en hoogleraar theologie in Leuven.

## Leuvens theoloog
Hij was priester onder het bisdom Kamerijk en werd als pastoor aangesteld in Meerbeek. Nadien werd hij pastoor in de Sint-Jacobskerk in Leuven, kanunnik in de Sint-Pieterskerk van Leuven en van de kapittelkerk van Utrecht. In 1543 werd hij rector van de Leuvense universiteit en in 1544 benoemd tot gewoon hoogleraar. In 1545 werd hij tot inquisiteur benoemd, een taak waarvan hij in 1557 werd ontheven. In deze periode trad hij gematigd op; hij was in inquisitiezaken onaangenaam getroffen door de onwetendheid van kerkelijke zaken bij het volk en bij de directe raadgevers van de bisschoppen. Sonnius schreef diverse boeken die theologische onderwerpen en zielzorg behandelden.

## Concilie van Trente
Zijn bisschop, Carolus de Croy, bisschop van Kamerijk, stuurt hem als theologisch adviseur naar het Concilie van Trente van 1547-1549 en van 1551-1552. Tijdens de conciliezittingen die handelen over de reorganisatie van de bisdommen valt Sonnius op door zijn nieuwe ideeën. Sonnius pleit voor een theologisch diploma theologie vereist voor elke bisschop en kanunnik (adellijke afkomst alleen volstaat niet) alsook voor theologische raadgevers voor elke bisschop (intellectuele inbreng in plaats van volkse onwetendheid) en voor een hertekening van de bisdommen in de Nederlanden. In de entourage van paus Paulus IV vallen de ideeën op voor meer intellectuele slagkracht op bisschoppelijk niveau. Sonnius besprak zijn ideeën over nieuwe bisdommen in de Nederlanden met meerdere kardinalen. Zijn doel was de zielzorg efficiënter te maken en beter te controleren, en het katholicisme in de Nederlanden te versterken. Sonnius schrijft verschillende brieven naar de gouverneur der Nederlanden, Maria van Hongarije. Deze laatste speelt alles door naar haar raadgever Viglius. Viglius volgt Sonnius' ideeën voor hervormingen der bisdommen, met alle financiële hervormingen van dien. Het plan van Sonnius was 2 aartsbisdommen voor de Nederlanden: één in het noorden (Utrecht) en één in het Zuiden (Leuven of Mechelen). Keizer Karel V heeft echter geen tijd door de Franse invallen in de Nederlanden. Pas met de nieuwe koning Filips II en de nieuwe paus Paulus IV Carafa (1555) wordt het plan van Sonnius herbesproken. Bovendien verschijnt de Spaanse hertog van Alva in de Pauselijke Staat (1556) om paus Paulus IV onder druk te zetten een Spaanse politiek te voeren. De paus volgt de Spaanse koning in 1557 in zijn hervormingsplan voor de hervorming van de bisdommen in de Nederlanden, doch Sonnius was niet vrij om zijn plan in Rome te bespreken. In 1557 was Sonnius in Worms om een theologisch vlugschrift te schrijven in een debat tussen katholieken en protestanten. Koning Filips II beval Sonnius meteen naar Rome te reizen (1558).

## Verblijf in Rome 1558 - 1559
Sonnius onderhandelde met kardinalen over de hervorming der Nederlandse bisdommen, onder meer met de neef van de paus, de beruchte kardinaal Carlo Carafa. De kardinalen stuurden geregeld Sonnius met een kluitje in het riet. Eén zaak werd snel duidelijk: de paus zou geen 2 aartsbisdommen toelaten maar 3. Met name het aartsbisdom Kamerijk, waar de paus directe benoemingsrecht had, moest gevrijwaard worden. Ook kreeg Sonnius te maken met intriges rond de bisschop van Atrecht, de Granvelle. Wanneer kardinaal Caraffa uit Rome verbannen werd wegens corruptie, lijkt alles voor niets. Nochtans, na 7 jaar voorbereiding, wist Sonnius eindelijk een pauselijk akkoord te krijgen in de pauselijke bul Super Universas, afgekondigd in 1559. Sonnius deed het hervormingswerk niet voor niets. Hij doorzag de belangen van talrijke groeperingen die van de oude situatie juist profiteerden. Abdijen vreesden verlies van hun autonomie, geestelijken vreesden meer controle, en de toegenomen politieke invloed van de bisschoppen in de Statenvergaderingen ging ten koste van die van de adel, waaronder de sympathisanten van Willem van Oranje. Dit alles heeft mede een aanzet gevormd tot de Tachtigjarige Oorlog die in 1568 begon. Zijn basisidee om intellectuele vorming te geven aan bisschoppen en hun entourage kreeg nu wel vorm. Sonnius vernam dat koning Filips II achter zijn rug in Rome pleitte voor een Franstalige universiteit in de Nederlanden, omdat het Spaanse hof vreesde dat Sonnius te Leuvens gezind was (9 nieuw benoemde bisschoppen waren overigens alumni van Leuven, wat niet te verwonderen was gezien de diplomavereisten in de theologie).

## Uitvoering van de hervorming der bisdommen 1559 - 1560
Terug in de Nederlanden moest Sonnius concrete plannen maken met andere prelaten, met abten en Spaanse adviseurs. Dit verliep moeizaam en niet alleen omwille van de financiële aspecten. De Leuvense faculteit theologie wierp zich op als nieuw opleidingscentrum voor (ongediplomeerde) clerici maar moest anderzijds toch slikken dat Leuven geen aartsbisdom werd. Bovendien werden de bisschoppen benoemd in de Noordelijke Nederlanden op het terrein tegengewerkt door protestantse sympathisanten. De nieuwe bisschoppen werden gemakkelijk aanzien als een verlengstuk van de Spaanse inquisitie.

## Bisschop van 's Hertogenbosch 1561 - 1570
Het duurde tot 1561 eer Sonnius benoemd werd tot de eerste bisschop van 's-Hertogenbosch, waar hij lokaal veel tegenwerking ondervond. De nieuwe aartsbisschop van Mechelen, de Granvelle, talmde met hem tot bisschop te wijden tot 1568. In 's Hertogenbosch was er duidelijk sprake van hagenpreken en in 1566 vernielden beeldenstormers het interieur van de Sint-Janskathedraal. Sonnius reageerde door meer parochies op te richten in zijn bisdom.

## Bisschop van Antwerpen 1570 - 1576
Toen het, door toedoen van het leger van Alva, rustiger werd in 's Hertogenbosch, werd hij in 1570 benoemd tot de eerste bisschop van het bisdom Antwerpen. Tegelijk met deze bisschopsbenoeming werd hij ook tot abt benoemd van de Sint-Bernardusabdij in Hemiksem. Dit laatste bezorgde hem een inkomen in het nieuwe bisdom. In Antwerpen-stad was de reformatie goed ingeworteld, terwijl op het platteland allerlei troepen het leven onveilig maakten. Zijn werk in het nieuwe bisdom verliep allesbehalve eenvoudig. In 1576 stierf hij te Antwerpen. Sonnius zou de Spaanse furie van een paar maanden later (1576) niet meer meemaken; zie verder Tachtigjarige Oorlog. De bisschopszetel zou enkele jaren vacant staan.
Zijn praalgraf bevond zich in de Onze-Lieve-Vrouwekathedraal van deze stad. Zijn hart zou begraven liggen in de Sint-Bernardusabdij in Hemiksem.

## Tegenstanders
Een der meest prominente tegenstanders van Sonnius was Filips van Marnix van Sint-Aldegonde, medestander van Willem van Oranje, die later burgemeester van Antwerpen werd en genoemd wordt als dichter van het Wilhelmus. Diens hoofdwerk, de Biëncorf der H. Roomscher Kercke uit 1569 is spottend opgedragen aan de bisschop. Ook tal van anderen schreven pamfletten en schotschriften waarin Sonnius het doelwit was.